# La Toya Jackson
La Toya Yvonne Jackson (* 29. května 1956, Gary, Indiana) je americká zpěvačka-skladatelka, herečka a tanečnice, která pochází ze slavné rodiny Jacksonových. Hudební kariéru zpěvačka prožila v 80. a 90. letech, v roce 2004 se vrátila do hitparád skladbami Just Wanna Dance a Free the World.

## Osobní život
Narodila se jako páté z devíti dětí Josephu a Katherině Jacksonovým. Od dětství se věnovala pěvecké kariéře, v roce 1985 spolupracovala na singlu We Are the World, který byl součástí pomoci zemím Sahelu, jež postihl hladomor. V daném roce také nazpívala protidrogový videoklip Stop the Madness. Roku 1991 nafotila pro březnové číslo časopisu Playboy sérii nahých fotek, která z ní udělala sex-symbol. Znovu se v časopisu objevila v roce 1991 a poté natočila roku 1994 jeden z prvních dokumentárních videodílů Playboy Celebrity Centerfold: LaToya Jackson. V roce 1992 podepsala smlouvu v pařížském kabaretu Moulin Rouge, kde vystupovala v programu Formidable, což představovalo dvě vystoupení během noci, šestkrát týdně. Stala se nejlépe placenou umělkyní v historii kabaretu (5 miliónů dolarů). V roce 1993 koncertovala v polských Sopotech na mezinárodním festivalu. V lednu 2007 se objevila v televizní reality show Armed & Famous a o dva roky později v lednu 2009 v britské verzi reality show Big Brother, v níž byla vyřazena ve čtvrtém kole.

## Výběr diskografie

### Studiová alba
- 1980: La Toya Jackson
- 1981: My Special Love
- 1984: Heart Don't Lie
- 1986: Imagination
- 1988: La Toya
- 1989: Bad Girl
- 1991: No Relations
- 1992: Formidable
- 1994: From Nashville to You
- 1995: Stop in the Name of Love

### Extended play
- 2011: Starting Over

### US Top 100 R&B/Hip-Hop singly
- 1980: If You Feel the Funk
- 1980: Night Time Lover
- 1981: Stay the Night
- 1983: Bet'cha Gonna Need My Lovin'
- 1984: Heart Don't Lie
- 1984: Hot Potato
- 1986: He's a Pretender
- 1988: You're Gonna Get Rocked!

### US Top 100Dancesingly
- 1980: If You Feel the Funk
- 1983: Bet'cha Gonna Need My Lovin'
- 1984: Hot Potato
- 2004: Just Wanna Dance
- 2005: Free the World